# A Late Quartet
A Late Quartet is een Amerikaanse dramafilm uit 2012. De film is geregisseerd door Yaron Zilberman naar een scenario van Seth Grossman en Zilberman zelf. Philip Seymour Hoffman, Christopher Walken, Catherine Keener en Mark Ivanir spelen de hoofdrollen als leden van een strijkkwartet.

## Verhaal
Een strijkkwartet is al bijna vijfentwintig jaar bijeen, maar terwijl de cellist geveld wordt door een ziekte hebben ook de andere leden met drama te kampen.

## Rolverdeling
| Acteur                 | Personage         | Opmerkingen    |
| ---------------------- | ----------------- | -------------- |
| Philip Seymour Hoffman | Robert Gelbart    | tweede violist |
| Christopher Walken     | Peter Mitchell    | cellist        |
| Catherine Keener       | Juliette Gelbart  | altvioliste    |
| Mark Ivanir            | Daniel Lerner     | eerste violist |
| Imogen Poots           | Alexandra Gelbart |                |
| Wallace Shawn          | Gideon Rosen      |                |
| Anne Sofie von Otter   | Miriam            |                |